# Serra de Cúber
La Serra de Cúber és una serra que separa la Coma de Son Torrella de l'embassament de Cúber i el Torrent de Binimorat. Té una altura que varia entre els 997 i els 937 m.